# Keltie Glacier
Keltie Glacier är en glaciär i Antarktis. Den ligger i Östantarktis. Nya Zeeland gör anspråk på området. Keltie Glacier ligger 1 465 meter över havet.
Terrängen runt Keltie Glacier är varierad. Trakten är obefolkad. Det finns inga samhällen i närheten.